# Michael Winner
Michael Winner (Londen, 30 oktober 1935 – Londen , 21 januari 2013) was een Britse filmmaker. Hij was bekend als de regisseur van The Mechanic (1972), Death Wish (1974) en The Sentinel (1977). Hij was ook culinair journalist voor The Sunday Times.

## Biografie
Winner werd geboren als zoon van Helen Zloty en George Joseph Winner. Reeds op 14-jarige leeftijd schreef hij artikels voor de krant. Zo kwam hij in contact met filmlegendes als James Stewart en Marlene Dietrich. Op latere leeftijd ging hij aan de slag bij de BBC. Gedurende de jaren zestig maakte hij de overstap naar film. Zo regisseerde hij onder meer Some Like it Cool (1961), The Cool Mikado (1962) en Hannibal Brooks (1969).
Die laatste film leverde hem de interesse van Hollywood op. Winner verhuisde naar de Verenigde Staten en regisseerde er de speelfilm Lawman met Burt Lancaster en Robert Duvall. Nadien regisseerde hij de horrorfilm The Nightcomers met Marlon Brando in de hoofdrol. Een jaar later volgde Chato's Land en The Mechanic; de eerste samenwerkingen met acteur Charles Bronson. In die periode regisseerde Winner ook de spionagefilm Scorpio met Alain Delon en opnieuw Burt Lancaster.
Producer Dino De Laurentiis werkte ook regelmatig met hem samen. Zo zorgden ze voor The Stone Killer, met opnieuw Bronson in de hoofdrol. In 1974 scoorden Winner en Bronson een hit met de wraakthriller Death Wish. De film groeide uit tot een cultfilm en Winner regisseerde nadien ook nog Death Wish II en Death Wish 3, maar die films konden het succes van de eerste film niet meer evenaren.
De laatste film van Winner, de romcom Parting Shots met onder meer John Cleese, Ben Kingsley, Diana Rigg en Bob Hoskins, dateert uit 1999.
In 2007 liep Winner een bacteriële infectie op na het eten van oesters. Sindsdien kampte Winner met gezondheidsproblemen.
Op 21 januari 2013 maakte zijn vrouw bekend dat Winner (77) na een kort ziekbed was overleden.

## Filmografie
- Shoot to Kill (1960)
- Some Like It Cool (1961)
- Old Mac (1961)
- Out of the Shadow (1961)
- Play it Cool (1962)
- The Cool Mikado (1962)
- West 11 (1963)
- The System (1964)
- You Must Be Joking! (1965)
- The Jokers (1967)
- I'll Never Forget What's'isname (1967)
- Hannibal Brooks (1969)
- The Games (1970)
- Lawman (1971)
- The Nightcomers (1972)
- Chato's Land (1972)
- The Mechanic (1972)
- Scorpio (1973)
- The Stone Killer (1973)
- Death Wish (1974)
- Won Ton Ton, the Dog Who Saved Hollywood (1976)
- The Sentinel (1977)
- The Big Sleep (1978)
- Firepower (1979)
- Death Wish II (1982)
- The Wicked Lady (1983)
- Scream for Help (1984)
- Death Wish 3 (1985)
- A Chorus of Disapproval (1988)
- Appointment with Death (1988)
- Bullseye! (1990)
- Dirty Weekend (1993)
- Parting Shots (1999)